# Jornal do Almoço
Jornal do Almoço (também conhecido por sua sigla JA) é um telejornal brasileiro exibido pelas emissoras da RBS TV no Rio Grande do Sul e da NSC TV em Santa Catarina no horário dedicado pela TV Globo aos telejornais locais de suas emissoras. O telejornal está no ar no Rio Grande do Sul desde 6 de março de 1972, e em Santa Catarina desde o dia 5 de novembro de 1979.

## História
Principal programa da RBS TV, estreou em 6 de março de 1972, quando ainda não havia espaço na programação nacional da Rede Globo para telejornais locais ao meio-dia. O programa, separado em quadros de comentários, notícias e esportes tinha duas horas de duração, indo ao ar de 11h30 até 13h30. Seus primeiros apresentadores foram Cláudio Andara e Wilson Rivoire, no quadro "Notícias" e Tânia Carvalho, no quadro "Variedades". Em 5 de novembro de 1979, a TV Catarinense de Florianópolis estreou a versão catarinense do telejornal.
Em 5 de outubro de 2015, o Jornal do Almoço ganhou uma nova vinheta, grafismos e trilha.
Em 24 de setembro de 2018, pouco depois da criação da NSC TV, que substituiu a RBS TV no estado, o Jornal do Almoço de Santa Catarina passou a adotar os pacotes gráficos e sonoros do padrão Praça TV, largamente utilizado pelas afiliadas da Globo, deixando de usar os grafismos e a marca do Jornal do Almoço gaúcho após 39 anos.
Em 19 de agosto de 2019, estreou um nova roupagem, com um novo cenário e o retorno da clássica bancada de comentaristas, que havia deixado de existir na década de 2000, composta por Giane Guerra, Paulo Germano, Pedro Ernesto Denardin e Tulio Milman, que passaram a interagir com a âncora Cristina Ranzolin e o público através das redes sociais, sobre os assuntos tratados ao longo do telejornal. A RBS TV também mesclou os blocos locais do JA no interior, que antes eram 11 e passaram a ser 5, e redistribuiu as equipes de reportagem nos principais centros urbanos do estado.
Em 2020 este e outros telejornais da RBS mudam a sua trilha sonora, provavelmente em virtude da demissão de Jean Presser, que detinha os direitos autorais da trilha.
Em 11 de abril de 2022, o Jornal do Almoço catarinense e os telejornais da NSC TV ganham um novo estúdio em Florianópolis além de uma mudança na apresentação com Raphael Faraco (antes plantonista) assumindo em definitivo o telejornal na capital Catarinense no lugar de Mário Motta que deixou a emissora para se dedicar a projetos pessoais.

## Esquema de exibição
No Rio Grande do Sul, até 31 de julho de 2019, cada uma das 11 emissoras da RBS TV no interior do estado possuía um ou dois blocos locais do Jornal do Almoço, com duração média de 6 minutos. A partir da reformulação do noticiário em 19 de agosto, houve uma fusão em várias delas. As praças de Erechim, Santa Rosa e Cruz Alta passaram a assistir o JA gerado em Passo Fundo, com 20 minutos de duração. Uruguaiana passou a assistir o JA gerado em Santa Maria, também com 20 minutos, e por fim, Bagé e Rio Grande passaram a integrar o JA de Pelotas, com 10 minutos. Apenas Caxias do Sul e Santa Cruz do Sul mantiveram seus noticiários de maneira independente, com 20 e 10 minutos de duração, respectivamente. Em 2023, os blocos locais tiveram aumento na sua duração nessas mesmas emissoras. Aos sábados, todas as filiais transmitem o JA gerado a partir de Porto Alegre.
Em Santa Catarina, era mantido o esquema de apresentação com um ou dois blocos locais e estaduais até 7 de maio de 2010, quando as emissoras tanto de Joinville como de Blumenau passaram a fazer versões integrais do Jornal do Almoço, sendo a exceção matérias de interesse estadual e a previsão do tempo produzidas em Florianópolis (A emissora de Chapecó continua a ter três blocos locais acompanhados de um estadual até 2015, quando ganhou sua própria versão 100% local). Porém, devido a cortes de gastos, o esquema anterior foi adotado novamente em 22 de março de 2017, quando apenas dois blocos locais eram feitos nas filiais de Joinville, Blumenau e Chapecó,enquanto Criciúma passou a ter apenas um único bloco com duração de 10 minutos. Meses depois, em 23 de agosto, Blumenau, Chapecó e Joinville passaram a produzir três blocos, enquanto Criciúma voltou a ter dois. 
Em 12 de agosto de 2019, novamente foi retomada a produção integral do JA em Blumenau, Chapecó e Joinville, enquanto Criciúma perdeu um bloco local. Posteriormente o JA também passou a ter a produção integralmente local em Criciúma. Aos sábados, todas as afiliadas transmitem o JA gerado a partir de Florianópolis, com direito a rodízio de apresentadores regionais do JA a cada Sábado. A única filial que não produz localmente o JA é a de Joaçaba, que encerrou o noticiário em 6 de maio de 2016 também em razão dos cortes de gastos, passando a retransmitir o telejornal da capital.
No Rio Grande do Sul, o Jornal do Almoço era retransmitido pela TVCOM, porém o canal comunitário foi substituído pelo projeto OCTO que foi extinto em setembro de 2016. Em Santa Catarina, o telejornal também era retransmitido pela TVCOM logo após a exibição pela RBS TV, porém o canal comunitário foi extinto em fevereiro de 2017.